# N-Hydroxysukcinimid
N-Hydroxysukcinimid (zkráceně NHS) je heterocyklická organická sloučenina používaná jako reaktant na přípravu aktivních esterů při syntéze peptidů.

## Použití
N-Hydroxysukcinimid se používá v organické chemii a biochemii k aktivaci karboxylových kyselin. Aktivované kyseliny (v podstatě estery s vhodnou odcházející skupinou) mohou reagovat s aminy za vzniku amidů, podobně jako samotné karboxylové kyseliny mohou tvořit soli s aminy.

### Příprava aktivované kyseliny
Kyseliny aktivované NHS se obvykle připravují smícháním NHS s příslušnou karboxylovou kyselinou a přidáním malého množství organické zásady jako bezvodého rozpouštědla. Následně se přidá N,N'-dicyklohexylkarbodiimid nebo ethyl(dimethylaminopropyl)karbodiimid jako činidlo vytvářející reaktivní meziprodukty. NHS reaguje za tvorby aktivované kyseliny, která je stabilnější.
Vzniklý ester karboxylové kyseliny a NHS je dostatečně stabilní, aby mohl být přečištěn a uchováván za nižších teplot. Tyto estery se používají k pozměňování molekul bílkovin; je například dostupný ester NHS s fluoresceinem, který lze jedinou reakcí připojit na molekulu bílkoviny a tu tak fluorescenčně označit.

## Možné náhrady
Místo NHS lze použít jeho analog sulfo-NHS, který je rozpustný ve vodě, hydroxybenzotriazol, 1-hydroxy-7-azabenzotriazol nebo pentafluorfenol.